# Història dels Estats Federats de Micronèsia
Els Estats Federats de Micronèsia es localitzen a les Illes Carolines, a la part oest de l'oceà Pacífic. Els ancestres dels micronesis s'hi varen establir fa més de 4.000 anys. Un sistema de cabdills descentralitzat va evolucionar a un imperi econòmic i religiós més centralitzat, basat a l'illa de Yap. Exploradors europeus (primer els portuguesos, a la recerca d'espècies, i després els espanyols) varen arribar a les Carolines en el segle xvi, amb els espanyols establint-s'hi sobiranament. Els actuals Estats Federats de Micronèsia varen passar a mans dels alemanys el 1899, després als japonesos el 1914, i finalment als Estats Units amb el suport de les Nacions Unides el 1947 com a part del territori fiduciari de les illes del Pacífic.
El 10 de maig de 1979, quatre dels districtes del territori fiduciari varen decretar una nova constitució, transformant-se en els Estats Federats de Micronèsia. Els distrites veïns de Palau, Illes Marshall i les Illes Marianes del Nord varen decidir no participar-hi. Els Estats Federats de Micronèsia varen firmar un Pacte de lliure associació amb els Estats Units d'Amèrica, amb els quals varen entrar en conflicte el 3 de novembre de 1986, marcant la independència de Micronèsia.